# Gmunden (distrikt)
Gmunden är ett distrikt (Bezirk) i det österrikiska  förbundslandet Oberösterreich. Centralorten Gmunden ligger 195 kilometer väster om huvudstaden Wien.
Distriktet delas in i tre stadskommuner, sju köpingskommuner och tio kommuner:

Kommunerna i distriktet Gmunden

Stadskommuner (Stadtgemeinden):
- Bad Ischl
- Gmunden
- Laakirchen

Köpingskommuner (Marktgemeinden):
- Altmünster
- Bad Goisern am Hallstättersee
- Ebensee am Traunsee
- Hallstatt
- Sankt Wolfgang im Salzkammergut
- Scharnstein
- Vorchdorf

Kommuner (Gemeinden):
- Gosau
- Grünau im Almtal
- Gschwandt
- Kirchham
- Obertraun
- Ohlsdorf
- Pinsdorf
- Roitham am Traunfall
- Sankt Konrad
- Traunkirchen